# Ballybay
Ballybay (Beal Atha Beithe) est une ville et une paroisse civile du comté de Monaghan en Irlande. 
La ville compte 1 329 habitants (2022). Elle est à la jonction des routes R183 et R162.

## Histoire
Ballybay est fondée au XVIIIe siècle par des membres de la famille Jackson. Cette famille était très investie dans l'industrie textile du lin. Le conseil municipal est établi en 1870.